# Tetragoneura ambigua
Tetragoneura ambigua är en tvåvingeart som beskrevs av Adalbert Grzegorzek 1885. Tetragoneura ambigua ingår i släktet Tetragoneura och familjen svampmyggor. Arten är reproducerande i Sverige. Inga underarter finns listade i Catalogue of Life.